# 潞安県
潞安県（ろあん-けん）は中華人民共和国山西省にかつて存在した県。
1954年、長治県及び潞城県が統合され誕生した。1958年に廃止された。